# 321802 Malaspina
321802 Malaspina è un asteroide della fascia principale. Scoperto nel 1977, presenta un'orbita caratterizzata da un semiasse maggiore pari a 3,0903294 au e da un'eccentricità di 0,2178479, inclinata di 24,61161° rispetto all'eclittica.